# Kontracyklisk
Kontracyklisk betyder konjunkturmodløbende og bruges om samfundsøkonomiske størrelser, der bevæger sig modsat de økonomiske konjunkturer (typisk målt ved stigningen i det reale bruttonationalprodukt). Arbejdsløshed er en typisk kontracyklisk variabel, idet den alt andet lige er høj i lavkonjunkturer og lav i højkonjunkturer. Det modsatte fænomen hedder procyklisk. Beskæftigelsen er et eksempel på en procyklisk økonomisk variabel. Nogle økonomiske variable er acykliske, dvs. de udviser ikke nogle systematiske udsving over konjunkturcyklen.
Stabiliseringspolitik som finanspolitik og pengepolitik skal være kontracyklisk, dvs. lempelig (ekspansiv) i lavkonjunkturer og stram (kontraktiv) i højkonjunkturer, hvis den skal leve op til sit formål om at stabilisere konjunkturerne (dvs. formindske udsvingene i BNP og beskæftigelse). Er den økonomiske politik omvendt procyklisk, så den er lempelig, når det i forvejen går godt i økonomien, og stram, når det går dårligt, vil den tværtimod forøge konjunkturudsvingene. Det vil medføre en mere ustabil økonomi.